# Lev Dodin
Lev Abramovitj Dodin (ryska Лев Абрамович Додин), född 14 maj 1944 i Novokuznetsk i Sibirien, är en rysk teaterregissör.

## Biografi
Lev Dodin började spela teater redan som barn på Teatr Junosjeskogo Tvortjestva (Ungdomens kreativa teater) i dåvarande Leningrad (Sankt Petersburg). 1966 utexaminerades han från regiutbildningen på Gosudrstvennaja Akademia Teatrlnogo Isskustva (Akademin för konst och teater) i Leningrad. Han regidebuterade samma år med en dramatisering av Ivan Turgenjevs Pervaja Ljubov (Min första kärlek). Sedan 1967 har han undervisat vid sin gamla skola samt hållit seminarier i Storbritannien, Frankrike, Japan och USA. Mellan 1966 och 1982 regisserade han på olika teatrar i Sovjetunionen och utomlands, däribland Gorkijteatern i Leningrad, Konstnärliga teatern i Moskva, Suomen Kansallisteatteri i Helsingfors, Festspelen i Salzburg och La Scala i Milano samt bland annat i Amsterdam, Florens och Paris. 1975 blev han fast regissör vid Malyj Dramatitjeskij Teatr (Lilla Dramatiska Teatern) i Leningrad och 1982 blev han teaterns konstnärliga ledare och sedan 2002 dess VD. Hans föreställningar har turnerat runt världen och varit inbjudna till åtskilliga teaterfestivaler. Hans stil är den episkt realistiska teatern och han är känd för sina långa föreställningar, upp till sex timmar. Bland de många priser han tilldelats kan nämnas Laurence Olivier Award 1988 och det europeiska teaterpriset Premio Europa som han var den åttonde mottagaren av. 1994 erhöll han den franska Arts et Lettres-orden och 2009 Fäderneslandets förtjänstorden.
1996 deltog Malyjteatern på Göteborg Dans & Teater Festival med hans dramatisering av Fjodor Abramovs Bröder och systrar och när den Europeiska teaterfestivalen hölls i Stockholm 1998 gästspelade man med textkollaget Claustrophobia på Folkan.